# Château de Marienfels
Le château de Marienfels (Schloss Marienfels en allemand) est un château  romantique construit à Remagen en Allemagne.
Il est constitué de 18 salles couvrant 800 m2 et d'un parc boisé de 100 000 m2. Il est situé entre au-dessus de la Bundesstraße 9 et de la ligne de chemin de fer de Cologne-Coblence, sur la rive gauche du Rhin, dans le nord du land de Rhénanie-Palatinat, près de la ville de Bonn. 

## Source
- (de) Cet article est partiellement ou en totalité issu de l’article de Wikipédia en allemand intitulé « Schloss Marienfels » (voir la liste des auteurs).